# Georg Solti
Sir Georg Solti, właśc. György Stern (ur. 21 października 1912 w Budapeszcie, zm. 5 września 1997 w Antibes) – węgierski dyrygent pochodzenia żydowskiego, przyjął obywatelstwo brytyjskie. 
Studiował w budapeszteńskiej Akademii Muzycznej im. Ferenca Liszta fortepian u Ernsta von Dohnányiego i Béli Bartóka oraz kompozycję u Zoltána Kodálya . 
W latach 1930–1939 był dyrygentem opery w Budapeszcie. W latach 1945–1951 działał w Monachium. W 1952 został dyrektorem opery we Frankfurcie nad Menem. W latach 1961–1971 był dyrektorem muzycznym opery Covent Garden w Londynie, z której uczynił jeden z czołowych teatrów operowych świata. Od 1973 kierował Operą Paryską, a w latach 1969–1991 prowadził Chicagowską Orkiestrę Symfoniczną . 
Dyrygował najważniejszymi orkiestrami na świecie, nagrywając z nimi liczne płyty. Do historii fonografii przeszło nagranie Pierścienia Nibelunga Wagnera, zrealizowane z Wiener Philharmoniker, nagrywał także dzieła Mozarta, symfonie Beethovena i wielu innych.
Otrzymał Order Imperium Brytyjskiego. 31-krotny zdobywca nagrody Grammy. W 1992 został laureatem prestiżowej duńskiej Nagrody Fundacji Muzycznej Léonie Sonning.
Planetoida (6974) Solti została nazwana jego imieniem.